# Nikollë Kaçorri
Nikollë Kaçorri (Krej-Lurë, 1862, 1865 o 1868 – Vienna, 29 maggio 1917) è stato un presbitero, patriota e politico albanese.

## Biografia
Nacque nel villaggio di Krej-Lurë nel corso degli anni 1860 da Vokkri Kaçorri, cattolico e Hane Vladin, musulmana, ed ebbe almeno un fratello, Ndrecë, anche se in una biografia scritta da don Mark Dushi avrebbe avuto anche un altro fratello. L'effettiva data di nascita è oggetto di dibattito: si ritiene che l'anno più attendibile sia il 1862, che è riportato anche sulla lapide all'interno della concattedrale di Santa Lucia, sebbene a giudicare dall'atto di battesimo risultasse avere 17 anni nel 1882, ponendo come anno di nascita il 1864 o il 1865; sul certificato di morte, registrato a Vienna nel 1917, è invece riportato che al momento della morte avesse 49 anni.
I genitori morirono poco dopo la sua nascita lasciandolo orfano. Fu istruito dal parroco locale, distinguendosi per destrezza, intelligenza e curiosità, ragion per cui fu inviato al Pontificio Seminario di Scutari per valutare la sua vocazione al sacerdozio; destò anche l'attenzione dell'arcivescovo di Durazzo Raffaele d'Ambrosio. Al Seminario studiò per cinque anni filosofia e teologia in albanese e italiano ed essendosi distinto tra i migliori studenti fu inviato nel 1882 al Pontificio Collegio Urbano di Roma, dove studiò per ulteriori sei anni. Proseguì per due anni gli studi di teologia, filosofia e scienze politiche presso l'Università di Zurigo, laureandosi nel 1893.
Fu ordinato sacerdote nel dicembre 1893 (o già nel 1884), rimanendo per alcuni mesi in Svizzera, e l'11 settembre 1894 iniziò il servizio sacerdotale a Delbnisht, Milot e Gurëz, divenendo presto parroco della cattedrale di Santa Lucia a Durazzo. Nel 1906 ricevette il titolo di protonotario apostolico e l'onorificenza Croce pro Ecclesia et Pontifice su proposta dell'arcivescovo di Durazzo mentre nel 1913 la Congregazione de Propaganda Fide gli ha conferito il titolo di cameriere pontificio onorario.
Come parroco di Durazzo svolse anche un'importante funzione all'interno del movimento unificatore e indipendentista albanese: fu uno dei primi e pochi chierici a celebrare la santa messa in albanese e durante le celebrazioni poneva abitualmente il tema dell'unificazione e della fratellanza dei popoli d'Albania, tanto che spesso nella chiesa cattolica partecipavano alla messa anche numerosi musulmani; si adoperò anche nell'insegnamento dell'albanese, attraverso le scuole diocesane finanziate dall'Impero austro-ungarico, dal Regno d'Italia e dalla Santa Sede. Insieme ad altri patrioti albanesi fondò l'associazione Vllaznia (contravvenendo alle leggi ottomane), di cui fu nominato presidente onorario, che utilizzando gli ambienti della chiesa si occupava di istruzione, cultura e propaganda. Collaborò inoltre col muftī Mytesim Këlliçi per promuovere l'avvicinamento dei musulmani alla causa nazionale albanese, attenuando i fanatismi religiosi. Partecipò al congresso di Manastir nel 1908, incentrato sulla standardizzazione dell'alfabeto albanese, e al congresso di Elbasan nel 1909. Per la sua attività a favore dell'indipendentismo albanese fu anche arrestato e imprigionato dalle autorità ottomane.
In seguito alla dichiarazione d'indipendenza dell'Albania a Valona il 28 novembre 1912, Kaçorri fu nominato Vice primo ministro del governo provvisorio albanese guidato da Ismail Qemali.
Morì il 29 maggio 1917 a Vienna presso il sanatorio Fürth, dove era in cura per una malattia polmonare cronica, a causa di un'ulcera gastica e di un'ulcera all'intestino. Fu quindi sepolto presso il Zentralfriedhof sotto il nome germanizzato di Nikolaus Caciori, anche se la salma è stata poi traslata nel 2011 presso la concattedrale di Santa Lucia a Durazzo.